# Vigor Lamezia Calcio 1919
El Vigor Lamezia Calcio 1919 es un club de fútbol de Italia, con sede en Lamezia Terme, en Calabria. Fue fundado en 1919 y refundado en varias oportunidades. Compite en la Serie D, cuarta categoría del fútbol italiano.

## Historia

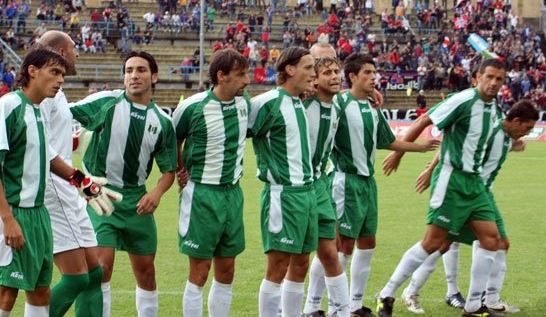
Una plantilla de la temporada 2008-09.

Fue fundado en el año 1919 como Unione Sportiva Vigor Nicastro. En 1995 fue refundado por problemas financieros con el nombre Comprensorio Vigor Lamezia, tras adquirir los derechos deportivos del Real Catanzaro. En el 2014 adoptó el nombre Vigor Lamezia Calcio.

## Estadio

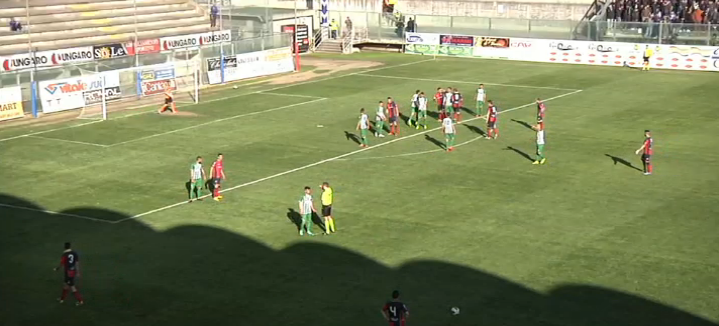
El estadio durante un partido entre Vigor Lamezia y Cosenza (2015).

El club juega sus partidos de local en el Estadio Guido D'Ippolito, ubicado en Lamezia Terme y tiene capacidad para 5842 espectadores.

## Palmarés

### Torneos nacionales
- Campionato Interregionale (1): 1986-87 (grupo I)

### Torneos regionales
- Eccellenza Calabria (1): 2024-25
- Copa Italia de Aficionados Calabria (1): 2016-17
- Prima Divisione Calabria (1): 1946-47
- Prima Categoria Calabria (2): 1961-62 (grupo A), 1965-66 (grupo A)
- Promozione Calabria (2): 1954-55, 2022-23
- Terza Divisione Calabria (2): 1928-29, 1930-31
- Terza Categoria Calabria (1): 1920-21